# Väddö och Häverö skeppslag

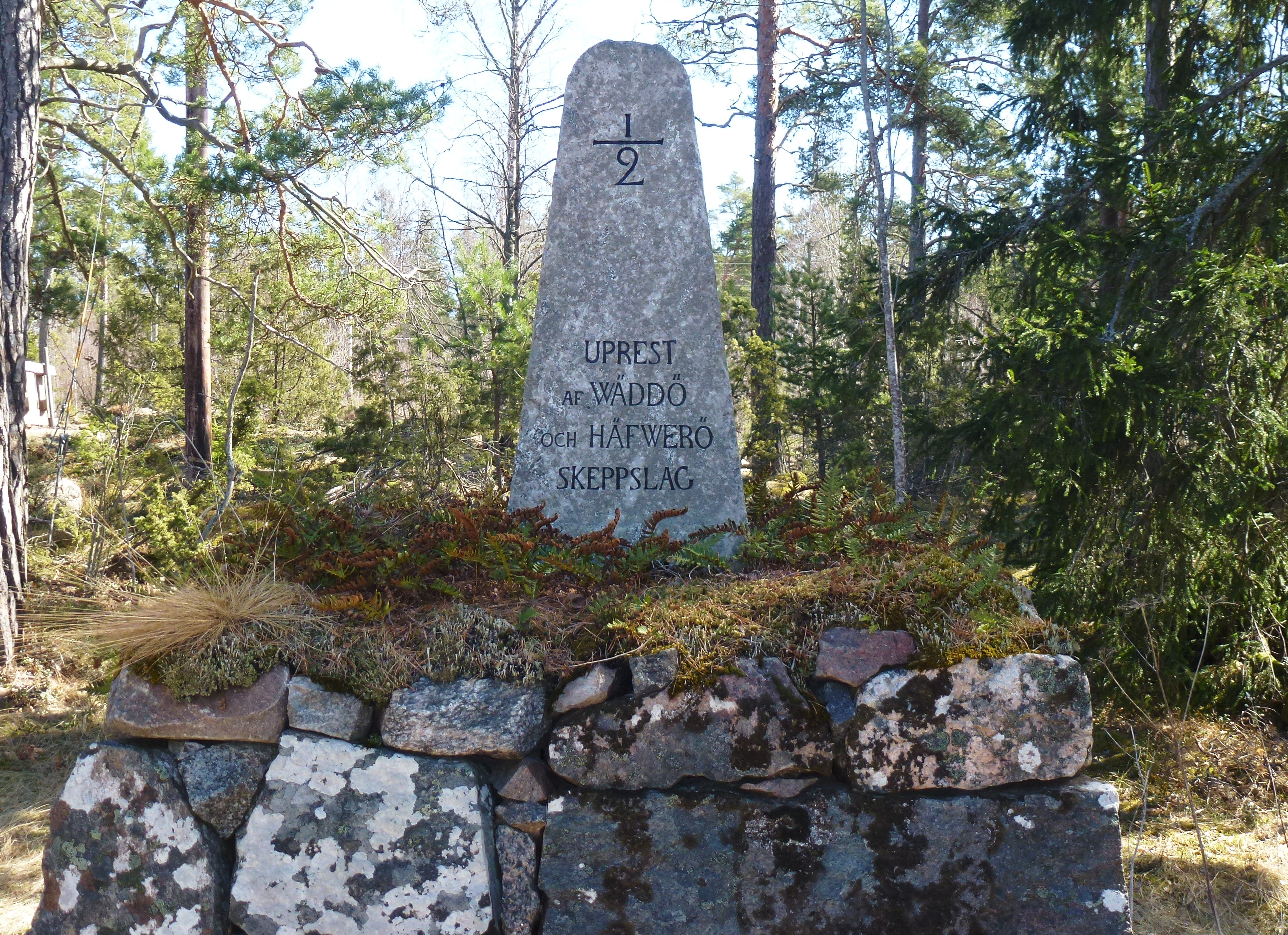
Milstolpe vid Trästabron (RAÄ-nummer Väddö 218:1) upprest av Väddö och Häverö skeppslag.

Väddö och Häverö skeppslag var ett skeppslag i östra Uppland. Skeppslaget var huvudsakligen beläget i den norra delen av nuvarande Norrtälje kommun, vilket utgör den nordligaste delen av Stockholms län. Den totala arealen mätte drygt 329 km² och befolkningen uppgick år 1920 till 9 444 invånare. Tingsställe var på 1700-talet vid Häverö kyrka för att 1818 flytta till Ortalalund och 1918 till Häverödal.

## Geografi
Skeppslaget har historiskt sett varit skärgård, vilket fortfarande är fallet. Det finns en mängd större och mindre öar, vilka till stor del är upptagna av lågbergig skogsmark med enstaka högre toppar. Mot Ålands havs djupa bäcken kantas skeppslaget av en rak, nästan öfattig kustlinje. Parallellt med kusten men väster om Väddö intränger sig Ortalaviken som övergår i Väddö kanal och Bagghusfjärden, vilka skiljer halvön från fastlandet. Ursprungligen bestod Väddö och Björkö av två olika öar, men landhöjningen kom att förena de två till en och samma halvö. I skeppslagets västra del tränger Edeboviken ner från norr och fortsätter i Skeboån med dess bebyggda dalar. Väddö och Häverö skeppslag avgränsas av Ålands hav i öster och gränsade mot Bro och Vätö skeppslag i söder, Lyhundra härad och Närdinghundra härad i sydväst samt Frösåkers härad i väster och norr. 
Det fanns inga köpingar eller municipalsamhällen i skeppslaget, men den största tätorten är numera brukssamhället Hallstavik beläget 60 km öster om Uppsala. Andra kända orter är Älmsta och Grisslehamn.

### Socknar
Väddö och Häverö skeppslag omfattade tre hela socknar.
- Häverö
- Singö
- Väddö

## Historia
Väddö och Häverö skeppslag var en del av det medeltida uppländska folklandet Roden (jmfr Roslagen), vilket bl.a. innebär att det fick rusta fartyg åt kungens ledung. Namnet Väddö, som år 1314 skrevs De vodho, är en uppländsk dialektal böjning av ordet ved i betydelsen skog. Det skulle även kunna vara en del av samma ordstam som det fornsvenska verbet vedha, men betydelsen att jaga. Häverö, som år 1314 skrevs Haewer och år 1370 Haefuerbo, anses komma från det isländska order hafr som betyder bock. Skeppslagets tingsplats var belägen i Ortalalund till och med år 1917 då den flyttades till Hammarby utanför Älmsta År 1935 flyttades den åter igen till Häverösund i närheten av Hallstavik. 
Platsen där skeppslaget var beläget hade tidigt ett strategiskt läge, då postvägen mellan Sverige och Finland hade sin slutpunkt i Grisslehamn, där båt vidtog för överfarten till Åland. Det var skeppslagets egna invånare som hade skyldighet att sköta överfarterna med såväl post som personer och man hade under tidigt 1800-tal hela sju båtar avsatta för detta ändamål. Än idag finns en vältrafikerad färjelinje mellan hamnen och Eckerö på Åland, även om den idag låter sig skötas med endast ett fartyg. Längre söderut, i Väddös huvudort Älmsta, är Väddö kyrka belägen. Själva kyrkan är från 1840-talet, men är byggd på platsen där öns tidigare kyrka låg - denna med anor från 1300-talet. Än äldre anor har Häverö kyrka som också uppfördes under 1300-talet, men då som ersättning för en tidigare kyrka på platsen. Området mellan de två kyrkorna, där Ortala som länge var den största byn i hela nuvarande Norrtälje kommun också är beläget, utgör en uråldrig kulturbygd och här kan stormän och hövdingar ha huserat sedan förkristen tid, vilket de numerära gravfälten i området också vittnar om. I Buska norr om Häverö kyrka kan en kungsgård eller offerplats ha legat. 
Efter senmedeltiden och i modern tid är dock norra Uppland och skeppslaget känt för sin rikliga gruvdrift och många vallonbruk. I Väddö och Häverö skeppslag har det brutits järn i bland annat Herräng, Massum och på Singö där även koppar och kalk utvanns. Även på Väddö har såväl järn som kalk utvunnits, men också svavelkis och fältspat. Bruksmiljöer återfinns i bland annat järnbruket i Ortala och pappersbruket i Hallstavik.

## Län, fögderier, domsagor, tingslag och tingsrätter
Häradet har sedan 1715 hört till Stockholms län, innan dess Upplands län (1634–1639, 1648–1651, 1654–1714) och i perioderna däremellan till Stockholms län. Församlingarna i häradet tillhörde alla före 1 juli 1942 Uppsala stift, därefter Stockholms stift.
Häradets socknar hörde till följande fögderier:
- 1720–1881 Lyhundra, Sjuhundra, Bro-Vätö, Väddö-Häverö fögderi
- 1882–1885 Frösåkers, Närdinghundra, Väddö och Häverö fögderi
- 1886–1966 Norra Roslags fögderi
- 1967–1990 Norrtälje fögderi

Häradets socknar tillhörde följande domsagor, tingslag och tingsrätter:
- 1680–1777 Häverö skeppslags tingslag
Väddö skeppslags tingslag i
  - 1680–1689 Olands,  Närdinghundra, Frösåkers, Häverö och Väddö, Bro och Vätö häraders/skeppslags domsaga
  - 1689–1714 (för Väddö) Seminghundra, Långhundra, Lyhundra, Vallentuna, Frötuna och Länna, Bro, Vätö och Väddö häraders/skeppslags domsaga
  - 1689–1714 (för Häverö) Närdingshundra, Frösåkers, Olands och Häverö häraders/skeppslags domsaga
  - 1715–1777 Lyhundra, Frötuna, Länna, Närdinghundra, Sjuhundra, Frösåker, Häverö, Väddö, Bro och Vätö häraders/Skeppslags domsaga
- 1777–1917 Väddö och Häverö skeppslags tingslag i
  - 1777–1862 Frösåkers, Bro och Vätö samt Häverö och Väddö domsaga
  - 1863–1970 Närdinghundra, Frösåkers, Väddö och Häverö domsaga från 1870 benämnd Norra Roslags domsaga
- 1918–1947 Väddö och Närdinghundra tingslag i Norra Roslags domsaga
- 1948–1970 Norra Roslags domsagas tingslag i Norra Roslags domsaga

- 1971– Norrtälje tingsrätt och dess domsaga

### Webbkällor
- Nationella arkivdatabasen för uppgifter om fögderier, domsagor, tingslag och tingsrätter